# Alyosha
Alyosha, kunstnernavn for Olena Kutjer (født 14. maj 1986), er en ukrainsk sanger. Hun repræsenterede Ukraine ved Eurovision Song Contest 2010 i Oslo med sangen "Sweet People", der opnåede en tiendeplads.
Alyosha blev oprindeligt udtaget med sangen "To Be Free", men det kom efterfølgende frem, at denne sang havde været offentligt kendt siden 2008. Dette er ikke tilladt i konkurrencen, hvor kun nyskrevne sange må deltage. Derfor blev den erstattet af "Sweet People", som dog først blev opgivet til EBU efter deadline for indmelding af sange til finalen, hvilket kostede det ukrainske tv-selskab en bøde.